# Craniophora transversa
Craniophora transversa là một loài bướm đêm trong họ Noctuidae.